# NGC 2045
NGC 2045 је појединачна звезда у сазвежђу Бик која се налази на NGC листи објеката дубоког неба.
Деклинација објекта је + 12° 53' 18" а ректасцензија 5h 45m 1,4s. Привидна величина (магнитуда) објекта NGC 2045 износи 10,6 а фотографска магнитуда 6,5. NGC 2045 је још познат и под ознакама SAO 94827.